# Glyphodes royalis
Glyphodes royalis là một loài bướm đêm trong họ Crambidae.